# 粟琼
粟琼（1973年6月—），重庆酉阳人，土家族，无党派人士。中华人民共和国政治人物、第十三届全国人民代表大会福建省代表。

## 生平
2018年，粟琼被选为福建省出席第十三届全国人民代表大会代表。